# Avatar 4
Avatar 4 (titulada provisionalmente como Avatar: The Tulkun Rider) es una próxima película épica de ciencia ficción militar estadounidense coescrita, coeditada, coproducida y dirigida por James Cameron. Será la secuela de la próxima película de 2025, Avatar 3 y la cuarta entrega de la franquicia Avatar. Estará protagonizada por Sam Worthington y Zoe Saldaña, entre otros del elenco original, retomando sus papeles. El guion está escrito por James Cameron y Shane Salerno. La película será estrenada el 21 de diciembre de 2029 por 20th Century Studios y será seguida por una secuela, Avatar 5.

## Reparto
- Sam Worthington como Jake Sully
- Zoe Saldaña como Neytiri
- Stephen Lang como el Coronel Miles Quaritch[4]
- Sigourney Weaver como Kiri Sully.
- Matt Gerald como el cabo Lyle Wainfleet[5]
- Dileep Rao como el Dr. Max Patel[6]
- David Thewlis[7]

## Producción
El 31 de julio de 2017, se anunció que el estudio de efectos visuales Weta Digital, con sede en Nueva Zelanda, había comenzado a trabajar en las secuelas de Avatar.

### Casting
En agosto de 2017, Matt Gerald firmó oficialmente para interpretar el papel de su primera película, el cabo Lyle Wainfleet, en todas las próximas secuelas. En agosto de 2017, en una entrevista con Empire, Cameron reveló que Stephen Lang no solo regresaría en las cuatro secuelas, sino que también sería el villano principal en las cuatro películas. El 25 de enero de 2018, se confirmó que Dileep Rao regresaría como el Dr. Max Patel.

### Rodaje
Se suponía que el rodaje de las cuatro secuelas comenzaría simultáneamente el 25 de septiembre de 2017 en Manhattan Beach, California, pero Cameron reveló que el rodaje de la 4 y 5 comenzaría después de que terminara la posproducción de las dos primeras secuelas. Sin embargo, el productor Jon Landau reveló en febrero de 2019 que se habían filmado algunas escenas de captura de movimiento para Avatar 4, al mismo tiempo que sus dos predecesores. Landau declaró más tarde que ya se ha filmado un tercio de la cuarta entrega. Al profundizar en filmar una parte de la 4 durante la producción de Avatar 2 y 3, Cameron declaró que "tuve que filmar a los niños. Se les permite envejecer seis años en el medio de la historia en la página 25 de la película "4". Así que necesitaba todo antes de eso, y luego todo después, lo haremos más tarde".
En septiembre de 2022, en la D23 Expo, Cameron anunció que el rodaje de Avatar 4 había comenzado oficialmente.

## Música
En agosto de 2021, Landau anunció que Simon Franglen compondría la banda sonora de las secuelas de Avatar.

## Estreno
Avatar 4 fue establecida para su estreno el 21 de diciembre de 2026 por 20th Century Studios. Existió la posibilidad de que se cancelara el estreno de la película si la segunda película no cumplía con las expectativas financieras.
El 16 de junio de 2023, Disney anunció las fechas de estreno de las tres últimas entregas:
1. Avatar 3 el 19 de diciembre de 2025.
2. Avatar 4 el 21 de diciembre de 2029.
3. Avatar 5 el 19 de diciembre de 2031.